# Voltasjön

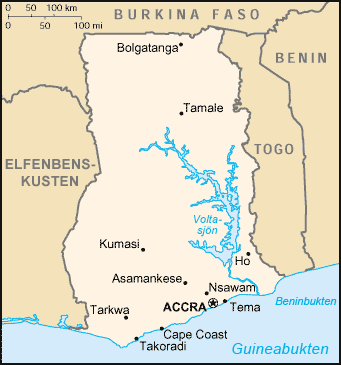
Voltasjön i Ghana

Voltasjön är världens största konstgjorda sjö. Den är belägen i Ghana och täcker 8 470 km², med en total vattenmängd om cirka 148 kubikkilometer. Voltasjön skapades 1957 när Akosombodammen byggdes.

## Historik och betydelse
Dammen dämmer upp Vita Volta och Svarta Volta. Tidigare rann dessa floder ihop och bildade floden Volta, men där denna flöt fram finns numera Voltasjön. På grund av sjöns tillkomst var 78 000 människor tvungna att flytta till andra områden. Akosombodammen producerar det mesta av Ghanas, Togos och Benins elektricitet.

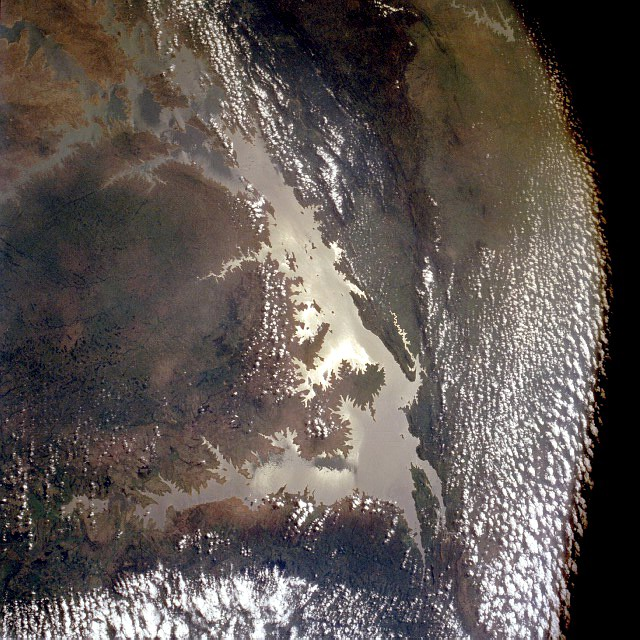
Voltasjön

Digya nationalpark är belägen vid Voltasjöns västra sida. Söder och väster om sjön löper Akwapim-Togoryggarna med bland andra berget Akwawa.